# السفارة الرسولية لليمن
السفارة الرسولية إلى اليمن كانت هي مكتب كنسي للكنيسة الكاثوليكية في اليمن. وهو منصب دبلوماسي للكرسي الرسولي، الذي يُدعى ممثله بالسفير الرسولي بدرجة سفير. والقاصد الرسولي إلى اليمن هو ايضاً القاصد الرسولي لدولة للكويت ويقيم في مدينة الكويت.
قبل إقامة العلاقات الدبلوماسية بين الكرسي الرسولي واليمن، مثّل الكرسي الرسولي مصالحه في اليمن من خلال الوفود ذات المسؤوليات الإقليمية. أولاً الوفد الرسولي إلى منطقة البحر الأحمر الذي أنشأه البابا بولس السادس في 3 يوليو 1969  ثم الوفد الرسولي إلى شبه الجزيرة العربية التي أسسها البابا يوحنا بولس الثاني في 26 مارس 1992. أقام الكرسي الرسولي واليمن علاقات دبلوماسية في 13 أكتوبر 1998.

## ممثلو البابوية في اليمن
- جوزيبي دي أندريا (28 يونيو 2001 [4] - 27 أغسطس 2005) [5]
- بول منجد الهاشم (27 أغسطس 2005 [5] - 2 ديسمبر 2009) [6]
- بيتار راجيتش (27 مارس 2010 [7] - 15 يونيو 2015) [8]
- فرانسيسكو مونتيسيلو باديلا (30 يوليو 2016 [9] - 17 أبريل 2020) [10]